# マンデ語派
マンデ語派（マンデごは、Mande languages）またはマンデ諸語（マンデしょご）は、西アフリカのいくつかの国でマンデ人によって話される言語群である。バンバラ語を始めとするマンディング諸語、クペレ語、メンデ語、スス語、ヴァイ語、ボゾ語等、数え方にも依るが、約60から75の言語が含まれる。話者はブルキナファソ、マリ、セネガル、ガンビア、ギニア、ギニアビサウ、シエラレオネ、リベリア、コートジボワールに数百万人いる。1950年代以降、マンデ諸語はニジェール・コンゴ語族の下位系統に属すとされてきたが、この分類には常に議論がある状態である（後述）。独立した語族とする場合は、マンデ語族と呼ばれる。

## 歴史
マンデ語派の成立時期については様々な意見がある。ヴァレンティン・ヴィドリンは、「紀元前4千年紀後半のマンデ語族の原郷は、サハラ砂漠南部、北緯16°～18°以北、西経3°～12°のいずこかに位置していた」と結論付けた。これは現在のモーリタニアと西サハラ南部である。
マンデ語派の比較言語学的所属が明確化すれば、その歴史の理解に資しうる。例えば、ジョーゼフ・グリーンバーグは、ニジェール・コンゴ語族説の立場から、ニジェール・コンゴ語族から各語派への分裂がおよそ7000年前に始まったと示唆している。

## 初期の研究
このグループの認知は、ジギスムント・ヴィルヘルム・ケレ著（1854）"Polyglotta Africana"『アフリカの多言語』に端を発する。ケレは「北西高地スーダン語族」や「マンデガ語群」といった見出しのもとに13の言語を挙げた。
1901年にモリス・ドゥラフォスは2つのサブグループを想定した。ドゥラフォスは北部グループを"mandé-tan"、南部グループを"mandé-fu"と呼んでいる。この用語は、北部の言語で「10」を"tan"という語で表し、南部の言語では"fu"という語で表すという理由のみからなされた。1924年にLouis Tauxierは、この区別は根拠として弱く、少なくとも3つ目のサブグループがあり、これをmandé-buと呼ぶと宣言した。1950年に入り、漸くアンドレ・プロストがこの見解を支持し、さらに詳細化した。
1958年、ウェルマーズは "The Mande Languages" と題する論文を発表し、その中で言語を北西、南、東の3つのサブグループに分類した。彼の議論は語彙統計学的研究に基づいている。ジョーセフ・グリーンバーグ著（1963）"The Languages of Africa"『アフリカの言語』においてこの分類に従った。

## 「語族」か「語派」か
1950年代以降、マンデ語をニジェール・コンゴ語族の一語派とする説が度々提唱され、その文脈では「マンデ語派」と称されてきたが、異論が多く、合意には至っていない。

### 語族として
マンデ系言語は、名詞クラスシステムなど、ニジェール・コンゴ語族に普通に見られる文法範疇を持たず、また、中核的な語彙に同根語とみとめられるものが多くない。このことから、ゲリット・ディメンダール（2008）やトム・ギュルデマン（2018）は、この説を支持する根拠は弱く、現時点では独立したマンデ語族と考えるのが最善であると主張している。

### 語派として
ヴィドリン（2016）は、マンデ語がニジェール・コンゴ語族に属するか否かを断定的に結論づけてはいないものの、マンデ祖語の基礎語彙はニジェール・コンゴ語族と比較的よく合致しており、名詞クラスの欠如といった類型論的なクライテリアは証左として用いられるべきではないと指摘している。彼は、「ニジェール・コンゴ語族内でのマンデ語の位置が確定すれば、マンデ語は確実にこの語族内で最古の語派を代表するものとなるだろう」と述べている。
ロジャー・ブレンチは、マンデ語派を名詞クラス体系が発達する前に分岐した初期の語派とみなしている。デヴィッド・ドワイヤー（1998）は、マンデ語派をニジェール・コンゴ語族の他語派と比較し、それらが一続きの語族を形成し、検討された語派の中でマンデ語派が最も遠ざかっているとした。

## 含まれる言語
マンデ語族（マンデ語派）の多様性と歴史は、インド・ヨーロッパ語族に匹敵する。マンデ語族を11派の下位語派に分類することは、ほぼ一般的に受け入れられている（以下の系統図参照）。これらを南東マンデ語と西マンデ語の2大グループに分類することもまた広く受け入れられている。マンデ語の下位分類の多くは、例えばスワデッシュ・リストなど、語彙統計学に基づいている。ライムント・カステンホルツ（1996）による別の分類は、語彙革新と比較言語学に基づいている。しかしカステンホルツは、これは客観的な基準に基づいていないため、狭義の系譜学的分類ではないと警告している。
- マンデ語派：西アフリカ。
  - East Mande
    - South (east) Mande
      - Mano–Dan
        - マノ語（英語版）
        - Guro–Dan
          - ダン語-en:Tura language
          - グロ語（英語版）-en:Yaure language

      - Nwa–Beng
        - en:Mwan language-ワン語（英語版）
        - en:Gagu language(Gban)-en:Beng language

    - Bisa–Busa
      - Samo–Busa
        - en:Samo language (Burkina)
        - Busa  languages
          - en:Busa language (Mande)-en:Boko language
          - en:Shanga language-en:Kyenga language

      - en:Bissa language

  - West Mande
    - Central West (Manding–Kpelle)
      - Central Mande
        - Manding–Jɔgɔ 
          - Jɔgɔ–Jeri
            - en:Jeri language
            - en:Jogo languages-en:Ligbi language

          - Manding–Vai
            - Vai–Kɔnɔ
              - ヴァイ語
              - en:Kono language

            - Manding–Mokole
              - マンディング諸語
                - Manding-West
                  - en:Kassonke language
                  - マンディンカ語
                  - en:Kita Maninka language
                  - en:Jahanka language

                - Manding-East
                  - en:Marka language
                  - バンバラ語（バンバラ族、マリの主要言語）
                  - ジュラ語
                  - マニンカ語（マンディンカ族）
                  - en:Bolon language

                - en:Sininkere language

              - en:Mokole languages

        - Soso-Yalunka
          - スースー語（スースー族（英語版））
          - ヤルンカ語（英語版）（ヤルンカ族（英語版））

      - Southwest  Mande
        - Mende–Loma
          - en:Loma language
          - Mende–Bandi
            - en:Bandi language-en:Zialo language
            - メンデ語-en:Loko language

        - クペレ語

    - Northwest (Samogo–Soninke)
      - Northwest  proper
        - Soninke–Bobo
          - en:Bobo language
          - Soninke–Bozo
            - ソニンケ語（ソニンケ族）
            - en:Bozo language

        - en:Samogo languages(partial: Duun–Sembla)

      - en:Jowulu language (Jɔ)

ヴィドリン（2009）の分類は多少異なっており、スス語、ヤルンカ語を 南西マンデ語（アンドレ・プロスト（1953） への回帰）に、ソニンケ語・ボゾ語、サモゴ語、ボボ語を西マンデ語内の独立した支流に、モコレ諸語をヴァイ語・コノ語と同列に位置付けている。ほとんどの分類では、ジョ語をサモゴ内に位置付けている。

## 統語論的特徴
複数形は接語で示されることが最も多いが、センブラ語のように声調で示される言語もある。代名詞には、譲渡可能-譲渡不可能（"en:Inalienable possession"も参照）、包括-除外の区別がよくある。他動詞節の語順は、類型論的にはSOV型だが、より詳細にはSAuxOVX、すなわち「主語‐述語マーカー‐直接目的語‐動詞‐その他」という複雑な語順をとる。主に後置詞（c.f.日本語の助詞）が使われる。名詞句内では、所有格は名詞の前に、形容詞と複数マーカーは名詞の後に置かれる。指示代名詞は前置・後置どちらも可能である。
先述の通り、大西洋・コンゴ諸語やバントゥー語群に普通に見られる名詞クラスシステムは無く、動詞の活用もそれらほどよく発達していない。とは言え、ボボ語には使役形と自動詞形があり、南西マンデ語派とソニンケ諸語は語頭に子音交替が見られる。